# 強尼·艾佛斯
約翰·約瑟夫·艾佛斯（英語：John Joseph Evers，1881年7月21日—1947年3月28日），出生於美國紐約州特洛伊，是前美國大聯盟選手，也在1946年入選為名人堂成員。職棒生涯曾效力於芝加哥小熊、波士頓勇士、費城費城人與芝加哥白襪等隊，守備位置為二壘手。

## 外部連結
- 球員資訊和成績在Retrosheet ，Baseball Reference ，Baseball Reference (Minors) ，Fangraphs ，The Baseball Cube （英文）